# Raf Simons

Raf Simons shoe animation

Raf Simons (Neerpelt, 12 januari 1968) is een Belgische modeontwerper. Sinds april 2020 is hij creatief directeur van Prada. Voorafgaand was hij creatief directeur bij het Parijse modehuis Dior en later bij Calvin Klein. Tot eind 2022 had hij ook een eigen mode-lijn.

## Levensloop

### Opleiding
Na zijn studies industriële vormgeving aan het Hoger Instituut voor Visuele Communicatie te Genk (nu LUCA School of Arts, Campus C-Mine) begon hij in 1991 als meubelontwerper. In zijn afstudeerproject presenteerde Simons kastjes die hij linkte aan korsetten. Na enkele jaren stapte hij over naar de modewereld en ging voor Walter Van Beirendonck werken. De Antwerpse kleermaker Renzo Loppa leerde Simons de knepen van het kleermakersvak.

### Modeontwerper
In 1995 bracht hij zijn eerste modelijn met de naam Raf Simons uit. Deze mannenlijn kenmerkte zich door smalle, rechte silhouetten geïnspireerd op punk en gothic. Ook de presentatie oogde superjong met muziek van Marilyn Manson, iconisch voor die tijd. Simons bracht de toenmalige jeugdcultuur naar de catwalk.
Ook zijn latere ontwerpen zijn steeds geïnspireerd door bewegingen die de jeugd op dat moment kenmerken. Hij laat zijn ontwerpen showen door niet-professionele modellen die op straat gerekruteerd worden. Ook de shows zelf zijn niet-alledaags: straten, roltrappen en bruggen vormden het decor voor zijn shows. Wegens het grote succes voelde Simons zich gevangen in zijn vrijheid en hij zette zijn kledinglijn in 2000 stop. Hij werd directeur en docent van de afdeling mode aan de Universiteit voor Toegepaste Kunst in Wenen.
Maar in 2001 begon hij al opnieuw met het ontwerpen van kleding. Hij provoceerde al dadelijk door de lancering van de modegevoelige terrorist. Hij liet zijn modellen defileren als vermomde overvallers in overall en in truien met capuchons. Simons kan echter niet voorzien dat even later de terroristische aanslagen in New York zullen plaatsvinden.
Simons ontwierp opnieuw herenkleding maar met een beperkter team. In 2005 bracht hij de kledinglijn Raf by Raf Simons uit. Hij werd opgemerkt door Patrizio Bertelli van het modehuis Prada en werd samen met zijn team ingelijfd. Simons zelf werd vanaf 1 juli 2005 creatief directeur bij het merk Jil Sander, dat eigendom is van het modehuis. Hij stopte in Wenen en concentreerde zich opnieuw volledig op het ontwerpen.
Zijn eerste show werd in de lente van 2006 in Milaan gepresenteerd.
In april 2012 werd Simons benoemd tot creatief directeur bij het modehuis Dior waar hij John Galliano opvolgde. De ontwerper is zinnens de erfenis en het uitgebreide archief van Dior te exploreren als inspiratiebron voor zijn nieuwe haute couture. Simons roemt Dior die ondanks vele beperkingen in een tijdspanne van tien jaar, van 1947 tot 1957, een nieuwe vormentaal ontwikkelde. Begin juli 2012 presenteerde de ontwerper in Parijs zijn eerste collectie voor het modehuis Dior met soiree-, bol- en duchessejurken. De kritiek sprak van een duidelijk Franse collectie van aard, eerder klassiek maar dan vertaald naar 2012, kortom allesbehalve oubollig. Simons keerde terug naar de beginjaren van het label met een opvallend sobere collectie. De silhouetten herinnerden aan Dior van na WOII toen het huis zijn bekende new look lanceerde: een pallet van donkerblauw, grijs, zwart en zachtroze zonder hoeden of extravagante accessoires. De voorstelling ging door in een decor van één miljoen verse bloemen omdat Dior van bloemen hield. In september van 2012 zal Simons zijn eerste prêt-à-porter-collectie presenteren.
Naast zijn werk voor Dior en zijn eigen label heeft hij nog samenwerkingsverbanden met onder andere Eastpak, Fred Perry, Adidas en Dr. Martens. Vanaf februari 2014 presenteerde hij samen met het Deense Kvadrat een stoffencollectie.
De modewereld roemt de ontwerper voor zijn rits aan talenten ter zake: grote ambachtelijke kennis, gevoel voor proporties en volume en feeling voor de presentatie van zijn collectie op de scène.
In oktober 2015 besloot Simons zijn contract met Dior niet te verlengen.
In augustus 2016 werd Simons creatief directeur bij Calvin Klein. Dit contract werd in december 2018 echter voortijdig verbroken wegens tegenvallende resultaten.
Vanaf april 2020 is Simons creatief directeur van de Italiaanse modeketen Prada, hij maakt er collecties met Miuccia Prada. De eerste gezamenlijke damescollectie was die voor de lente en zomer 2021. 
In november 2022 kondigt Simons aan dat hij stopt met zijn eigen modelabel, de voorjaarscollectie voor 2023 was zijn laatste. Hij blijft werken als co-creative director bij Prada. 

### Kunstverzamelaar
Simons bezit een uitgebreide kunstverzameling met werk van onder meer Mike Kelley, Evan Holloway, Jim Lambie en Sterling Ruby. In de laatste collectie van Jil Sander zaten verwijzingen naar Pablo Picasso.

## Onderscheidingen
- 2003: Swiss Textiles Award
- 2017: Designer of the Year. De British Fashion Council roemt hem om zijn innovatieve ontwerpen en zijn impact op de mode-industrie.